# 藤沢市立六会中学校
藤沢市立六会中学校（ふじさわしりつむつあいちゅうがっこう）とは、神奈川県藤沢市にある公立の中学校である。
2009年から、新校舎の利用が開始した。
2020年（令和2年）2月から新体育館の利用が始まった。
2022年（令和4年）5月30日時点の生徒数は22学級、822名。

## 沿革
- 1947年（昭和22年） - 藤沢市立六会中学校開校、旧日本海軍の送信所を校舎として利用した。
- 1962年（昭和37年） - 校歌制定、作詞:吉野秀雄、作曲:平井哲三郎
- 1976年（昭和51年） - 藤沢市立善行中学校、藤沢市立秋葉台中学校設立に伴い、生徒の一部が移る。
- 1983年（昭和58年） - 女子バレーボール部、男子テニス部が全国大会出場
- 1984年（昭和59年） - 藤沢市立大清水中学校設立に伴い、生徒の一部が移る
- 1989年（平成元年） - 男子テニス部が全国大会で2位
- 1999年（平成11年） - 女子テニス部が全国大会出場
- 2002年（平成14年） - 陸上部が全国大会出場
- 2006年（平成18年） - 女子テニス部が全国大会出場
- 2017年（平成29年） - 女子ソフトボール部が全国大会出場
- 2018年（平成30年） - 新体育館の建設開始
- 2019年 （令和元年）- 吹奏楽部が東関東吹奏楽コンクール出場(金賞)
- 2020年（令和2年）  - 新体育館の使用開始
- 2021年 (令和3年)   - 吹奏楽部が東関東吹奏楽コンクール出場(金賞)

## 部活動
2022年現在、男女バスケット部、男女バレーボール部、サッカー部、野球部、ソフトボール部、男女バドミントン部、男女ソフトテニス部、男女剣道部、陸上部、吹奏楽部、科学部、美術部、演劇部がある。

## 進学前小学校
- 藤沢市立六会小学校（一部は藤沢市立湘南台中学校へ）
- 藤沢市立俣野小学校（一部は藤沢市立大清水中学校へ）
- 藤沢市立亀井野小学校（一部は藤沢市立湘南台中学校へ）
- 藤沢市立天神小学校

## 出身の著名人
- 富田京子
- 西山大雅
- 小宮優大（プロバスケットボール選手）

## 所在地
〒252-0813 神奈川県藤沢市亀井野1000
- 小田急江ノ島線六会日大前駅から徒歩5分